# Aegyptobia semper
Aegyptobia semper är en spindeldjursart som beskrevs av Mohammad Nazeer Chaudhri och Akbar 1985. Aegyptobia semper ingår i släktet Aegyptobia och familjen Tenuipalpidae. Inga underarter finns listade i Catalogue of Life.